# Mnuphorus
Mnuphorus is een geslacht van kevers uit de familie van de loopkevers (Carabidae). De wetenschappelijke naam van het geslacht is voor het eerst geldig gepubliceerd in 1873 door Chaudoir.

## Soorten
Het geslacht Mnuphorus omvat de volgende soorten:
- Mnuphorus albomaculatus Ballion, 1871
- Mnuphorus baeckmanni Semenov, 1926
- Mnuphorus callistoides (Reitter, 1889)
- Mnuphorus cyrtus Glasunov, 1913
- Mnuphorus iliensis Glasunov, 1913
- Mnuphorus jakowlewi Semenov, 1891
- Mnuphorus sellatus Gebler, 1843
- Mnuphorus semenovi Glasunov, 1913
- Mnuphorus tetraspilus Solsky, 1874